# 阿尔科塞尔
阿尔科塞尔，是西班牙卡斯蒂利亚-拉曼恰瓜达拉哈拉省的一个市镇。总面积61平方公里，总人口314人（2001年），人口密度5人/平方公里。